# Moumouni Dagano
Beli Moumouni Dagano (Bobo-Dioulasso, 1 januari 1981) is een gewezen Burkinees voetballer die speelde als centrumspits en die onder meer speelde bij Germinal Beerschot, KRC Genk en FC Sochaux.

## Biografie
Dagano's eerste club in Europa was Germinal Beerschot. Na één seizoen maakte hij al de overstap naar RC Genk, waarmee hij in 2002 landskampioen werd. In datzelfde jaar won hij de prijs voor de beste Afrikaans voetballer in de Belgische competitie, de Ebbenhouten Schoen. Vervolgens ging hij in Frankrijk spelen, eerst voor EA Guingamp en later voor FC Sochaux. Met Sochaux won hij in 2007 de Coupe de France. In de finale van deze bekercompetitie scoorde hij een doelpunt.
In 2008 maakte hij de overstap naar Qatar, waar hij uitkwam voor Al-Khor (2 keer), Al-Siliya (2 keer) en Lekhwiya Sports Club.
Dagano speelde 54 wedstrijden voor de Burkinese nationale ploeg, waarin hij 24 doelpunten kon maken.

## Carrière
- ?-1998: Stella Club d'Adjamé
- 1998-1999: JC Bobo-Dioulasso
- 1999-2000: Etoile Filante Ouagadougou
- 2000-2001: Germinal Beerschot
- 2001-2003: KRC Genk
- 2003-2005: EA Guingamp
- 2005-2008: FC Sochaux-Montbéliard
- 2008-2010: Al-Khor
- 2010-2011: Al-Siliya
- 2011-2012: Al-Khor
- 2012: Lekhwiya Sports Club
- 2012-: Al-Siliya